# Cantone di Saint-Jean-de-la-Ruelle
Il Cantone di Saint-Jean-de-la-Ruelle è una divisione amministrativa dell'arrondissement di Orléans.
A seguito della riforma approvata con decreto del 25 febbraio 2014, che ha avuto attuazione dopo le elezioni dipartimentali del 2015, è passato da 1 a 3 comuni.

## Composizione
Prima della riforma del 2014 comprendeva il solo comune di Saint-Jean-de-la-Ruelle.
Dal 2015 i comuni appartenenti al cantone sono i seguenti 3:
- La Chapelle-Saint-Mesmin
- Ingré
- Saint-Jean-de-la-Ruelle